# Cantone di Cachan
Il Cantone di Cachan è una divisione amministrativa dell'arrondissement di L'Haÿ-les-Roses.

## Composizione
Prima della riforma del 2014 comprendeva il solo comune di Cachan; dal 2015 comprende i comuni di Arcueil e di Cachan.